# うたうで! おどるで! THE カヴァ☆コラTV
『うたうで! おどるで! THE カヴァ☆コラTV』（うたうで おどるで ザカヴァコラティーブィー）は、日本テレビで放送された特別番組。

## 概要
元々は『THE MUSIC DAY』のコーナー企画として放送されたが、好評だったことから2014年1月6日に単独番組として放送された。

## 放送時間
- 月曜19:00 - 20:54（JST）
  - 19:00の『有吉ゼミ』と19:56の『世界まる見え!テレビ特捜部』は休止。

## 出演者

### メイン司会
- 関ジャニ∞
  - 横山裕
  - 渋谷すばる
  - 村上信五
  - 丸山隆平
  - 安田章大
  - 錦戸亮
  - 大倉忠義

### 進行
- 桝太一（日本テレビアナウンサー）

THE MUSIC DAYコーナー枠
- 郡司恭子  (日本テレビアナウンサー)
- 中島芽生  (日本テレビアナウンサー)
- 櫻井翔（嵐、途中参加）

単独番組
- 壇蜜
- 水卜麻美  (日本テレビアナウンサー)

### ゲスト
THE MUSIC DAYコーナー枠
歌唱ゲスト
- 相川七瀬
- E-girls
- いとうあさこ
- 大久保佳代子
- キンタロー。
- クリス・ハート
- 今野杏南
- 佐藤仁美
- マーティ・フリードマン
- 篠崎愛
- スギちゃん
- 杉原杏璃
- すみれ
- 世良公則
- DAIGO
- 高見沢俊彦
- つるの剛士
- つんく♂
- 乃木坂46
- 水木一郎
- 森三中
- 八代亜紀
- LiLiCo

VTRゲスト
- 安達祐実
- 片瀬那奈
- 桐谷美玲
- 関根勤
- テリー伊藤
- 徳光和夫
- 萩本欽一
- MAKIDAI(EXILE)
- 観月ありさ
- ミッツ・マングローブ
- 向井理(FAXで出演)
- 山口達也(当時TOKIO)

単独番組
- 相川七瀬
- 荻野目洋子
- 氣志團
- きただにひろし
- キンタロー。
- ゴールデンボンバー
- ささきいさお
- 鈴木聖美
- DAIGO
- 高橋真麻
- 舘ひろし
- 谷村新司
- つるの剛士
- 乃木坂46
- 野村義男
- 平原綾香
- 福田彩乃
- 南こうせつ
- LiLiCo

## 放送内容

### THE MUSIC DAYコーナー枠
- やさしくなりたい - つるの剛士×錦戸亮×安田章大
- ス・ト・リ・ッ・パ・ー - つんく♂×渋谷すばる
- やさしいキスをして - 八代亜紀×村上信五
- 星空のディスタンス - 高見沢俊彦×DAIGO×錦戸亮

アニソンメドレー
- キューティーハニー - 杉原杏璃×篠崎愛×今野杏南×大久保佳代子
- CHA-LA HEAD-CHA-LA - 横山裕×桝太一
- 残酷な天使のテーゼ - 佐藤仁美
- バビル二世 - 水木一郎×大倉忠義
- マジンガーZ - 水木一郎×大倉忠義×丸山隆平
- 夢見る少女じゃいられない→恋心 - 相川七瀬×関ジャニ∞
- 銃爪 - 世良公則×マーティ・フリードマン×丸山隆平×安田章大×錦戸亮×大倉忠義
- ありがとう - すみれ×丸山隆平×大倉忠義
- 今夜月の見える丘に - 渋谷すばる×安田章大

ジャニーズメドレー
- よろしく哀愁 - 横山裕
- ギンギラギンにさりげなく - 渋谷すばる
- ガラスの十代 - 横山裕×村上信五×大倉忠義
- 硝子の少年 - 丸山隆平×安田章大
- 宙船 - 錦戸亮
- あおっぱな - 関ジャニ∞

### 単独番組
- 無責任ヒーロー - 関ジャニ∞
- チャンピオン - 谷村新司×錦戸亮×大倉忠義
- LOVE PHANTOM- 渋谷すばる×野村義男
- ひこうき雲- 高橋真麻×大倉忠義×丸山隆平×安田章大
- 神田川→うちのお父さん - 南こうせつ×錦戸亮×安田章大
- 恋するフォーチュンクッキー - 乃木坂46×キンタロー。×丸山隆平×水卜麻美×桝太一
- Don't wanna cry - LiLiCo×丸山隆平×安田章大
- 泣かないで - 舘ひろし×錦戸亮×大倉忠義
- 女々しくて - ゴールンデンボンバー×丸山隆平×横山裕×安田章大
- ワイルドアットハート - 関ジャニ∞
- Jupiter - 平原綾香×村上信五
- One Night Carnival - 氣志團×関ジャニ∞

アニソンメドレー
- 愛をとりもどせ - 丸山隆平×桝太一×乃木坂46
- 残酷な天使のテーゼ - LiLiCo×乃木坂46
- ウィーアー! - きただにひろし×丸山隆平×大倉忠義
- 宇宙戦艦ヤマト - ささきいさお×横山裕×大倉忠義×丸山隆平
- ダンシング・ヒーロー→六本木純情派 - 荻野目洋子×関ジャニ∞
- 天体観測- DAIGO×安田章大×錦戸亮×丸山隆平×大倉忠義
- HELLO - つるの剛士×丸山隆平×錦戸亮
- 六本木心中 - 相川七瀬×安田章大×野村義男
- TAXI - 鈴木聖美×渋谷すばる

ジャニーズメドレー
- 抱きしめてTONIGHT - 横山裕
- ハイティーン・ブギ - 渋谷すばる
- お祭り忍者 - 錦戸亮
- 君だけに - 丸山隆平×安田章大×大倉忠義
- パラダイス銀河 - 村上信五
- 好きやねん、大阪 - 関ジャニ∞

## スタッフ

### THE MUSIC DAY コーナー枠
- 構成：町山広美
- AP：木村洋明、波塚康司
- ディレクター：小田玲奈、森山琢哉、藤井良記、藤原耕治、岩崎臣男、ハルカヨウスケ、黒木初美
- 演出：徳永清孝
- プロデューサー：南波昌人、今井大輔、平井秀和、日向野明、佐藤三羽一、浪岡厚生、村上早苗、寺内壮
- 演出監修：三枝孝臣

### 単独番組
- 構成：町山広美
- 編成：久保真一郎
- 宣伝：戸田聖一郎
- ディレクター：利根川広毅、森山琢哉、藤井良記、藤原耕治、有本厚二、小島隆彰、岩渕誠司、山本美希
- 技術協力：NiTRo
- 美術協力：日テレアート
- 会場：日テレイベンツ
- 編集・MA：OMNIBUS JAPAN
- 協力：ジャニーズ事務所
- 制作協力：AX-ON、イー・カンパニー
- AP：木村洋明、内藤梨恵子
- 演出：徳永清孝、佐藤正樹
- プロデューサー：高谷和男、南波昌人、前田直敬、平井秀和、森下典子、吉田一浩、日向野明、村上早苗
- チーフプロデューサー：藤井淳
- 製作著作：日本テレビ